# Хоакін Чапапрієта
Хоакін Чапапрієта-і-Торрегроса (ісп. Joaquín Chapaprieta y Torregrosa; 26 жовтня 1871 — 29 квітня 1951) — іспанський державний і політичний діяч, міністр праці та фінансів, голова уряду Другої республіки 1935 року.